# 斯科奇梅多斯 (北卡羅萊納州)
斯科奇梅多斯（英語：Scotch Meadows）是位於美國北卡羅萊納州蘇格蘭縣的普查規定居民點。

## 人口
根據2020年美國人口普查的數據，斯科奇梅多斯的面積為0.88平方千米，皆為陸地。當地共有人口568人，而人口密度為每平方千米645.45人。